# Vought SB2U Vindicator
SB2U Vindicator er et hangarskibs-baseret dykbombefly (styrtbomber), som blev udviklet af United States Navy i 1930'erne, og var det første monoplan i den funktion. Selv om det var forældet ved udbruddet af Anden Verdenskrig, var det stadig i tjeneste ved Slaget om Midway.